# Thú Saint Bathans
Thú Saint Bathans là một loài động vật có vú cổ xưa đã tuyệt chủng chưa được biết đến từ thế Miocene của New Zealand tại Khu bảo tồn Saint Bathans, đáng chú ý là loài động vật có vú cổ xưa còn sống sót, không phải là động vật có vú hoặc thú có túi, từ đó cung cấp bằng chứng cho thấy các động vật có vú trên cạn thực tế đã từng sống ở Zealandia (New Zealand ngày nay), ngược với giải thiết cho rằng chỉ có những con dơi được cho là những động vật có vú duy nhất trong hệ động vật trên cạn của New Zealand.

## Đặc điểm
Giống như hầu hết các hóa thạch thú nhỏ, cấu trúc của thú Saint Bathans còn chưa đầy đủ, chỉ có một mảnh xương hàm dưới và xương đùi được biết đến. Hàm dưới không có răng. Nó có một khớp nối uốn cong dài, một răng cửa thấp hơn rõ rệt. Xương đùi có đầu tròn. Sự sắp xếp của xương đùi khó xác định, chúng được mô tả một môi trường khí hậu ôn đới ôn đới hoặc cận nhiệt đới bao quanh bởi đầm lầy than bùn.
Casuarinas, araucarias, podocarps, bạch đàn, cây cọ và buồm phía Nam là những loài thực vật khác nhau mọc được ở đây. Ngày nay, các loài động vật có xương sống ở địa phương bị các loài chim chiếm ưu thế. Tuy nhiên, không giống như New Zealand hiện đại, nó cũng có một loài bò sát khác biệt. Bên cạnh động vật có vú Saint Bathans, hệ động vật này còn bao gồm các loài dơi bí ẩn, một nhóm vẫn còn hiện diện ở New Zealand hiện đại, đây có thể là những con có khả năng cạnh tranh về sinh thái với động vật có vú Saint Bathans. 